# إدارة الأمن الداخلي (بروناي)
 إن إدارة الأمن الداخلي هي وكالة المخابرات الداخلية في بروناي، التابعة لمكتب رئيس الوزراء. ومن المعروف أنهم يعتقلون أي شخص يشتبه في أنه يمثل تهديدًا لتهديد الأمن القومي في بروناي طوال فترة الحاجة.
هم متورطون في كل من المسائل الجنائية والاستخبارات.

## التاريخ
تم إنشائه لتحل محل قسم الفرع الخاص لشرطة بروناي الملكية، والذي تم حله في 1 أغسطس 1993.

## روابط خارجية
- موقع رسمي